# Розмежування доступу
Розмежування доступу (англ. access mediation) —  сукупність процедур, що реалізують перевірку запитів на доступ і оцінку на підставі  Правил розмежування доступу можливості надання доступу.
Правила розмежування доступу (access mediation rules) —  частина політики безпеки, що регламентує правила доступу користувачів і процесів до пасивних об’єктів.
При розгляді взаємодії двох об'єктів комп’ютерної системи, що виступають як приймальники або джерела інформації, слід виділити пасивний об'єкт, над яким виконується операція, і активний об'єкт, який виконує або ініціює цю операцію. 
Коли користувачі або процеси намагаються одержати доступ до пасивних об'єктів, механізми, що реалізують керування доступом, на підставі політики безпеки і перевірки атрибутів доступу можуть «ухвалити рішення» про легальність запиту. Використовуючи набір атрибутів доступу відповідно до прийнятої політики безпеки, можна реалізувати довірче керування доступом, адміністративне, контроль за цілісністю та інші види керування доступом.
Для відображення функціональності комп’ютерної системи використовується концепція матриці доступу. Матриця доступу являє собою таблицю, уздовж кожного виміру якої відкладені ідентифікатори об'єктів комп’ютерної системи, а елементами матриці виступають  дозволені або заборонені режими доступу. Матриця доступу може бути двомірною (наприклад, користувачі/пасивні об'єкти або процеси/пасивні об'єкти) або тримірною (користувачі/процеси/пасивні об'єкти).

## Моделі розмежування доступу
- Рольова модель
- Модель Бела — ЛаПадули
- Модель Біби